# Théorème de doublement de dimension
 (avril 2023).
 (mai 2023).
Le contenu est difficilement compréhensible vu les erreurs de traduction, qui sont peut-être dues à l'utilisation d'un logiciel de traduction automatique.
En probabilités, les théorèmes de doublement de dimension sont deux résultats sur la dimension de Hausdorff de l'image d'un mouvement brownien. Les deux théorèmes disent en substance que la dimension d'un ensemble {\displaystyle A} double presque sûrement sous le mouvement brownien.
Le premier théorème est également appelé théorème de McKean (1955) et a été écrit par Henry McKean. Le deuxième théorème est un renforcement du théorème précédent et est aussi appelé théorème de Kaufman (1969) car il est de Robert Kaufman.

## Énoncé
Pour un mouvement brownien {\displaystyle W(t)} et un ensemble {\displaystyle A\subset [0,\infty )} on définit l'image de {\displaystyle A} sous {\displaystyle W}, soit
{\displaystyle W(A):=\{W(t):t\in A\}\subset \mathbb {R} ^{d}.}

### Théorème de McKean
Soit {\displaystyle W(t)} un mouvement brownien de dimension {\displaystyle d\geq 2}. Soit {\displaystyle A\subset \mathbb {R} _{+}}, alors
{\displaystyle \dim W(A)=2\dim A}
{\displaystyle P}-presque sûrement.

### Théorème de Kaufman
Soit {\displaystyle W(t)} un mouvement brownien de dimension {\displaystyle d\geq 2}. Alors {\displaystyle P}-presque sûrement, pour tout ensemble {\displaystyle A\subset \mathbb {R} _{+}}, que
{\displaystyle \dim W(A)=2\dim A.}

### Remarques
La différence entre les deux théorèmes est la suivante : dans le théorème de McKean, le {\displaystyle P}-ensemble négligeable (l'ensemble sur lequel l'énoncé n'est pas vérifié) dépend du choix de l'ensemble {\displaystyle A}. Le résultat de Kaufman est valable pour tous les ensembles {\displaystyle A} en même temps. Le résultat de Kaufman peut donc aussi être utilisé pour des ensembles aléatoires {\displaystyle A}.